# Зигмаринген (район)
Зигмаринген (нем. Sigmaringen) — район в Германии. Центр района — город Зигмаринген. Район входит в землю Баден-Вюртемберг. Подчинён административному округу Тюбинген. Занимает площадь 1204,36 км². Население — 133 259 чел. Плотность населения — 111 человек/км².
Официальный код района — 08 4 37.
Район подразделяется на 25 общин.

## Города и общины
Города
1. Бад-Заульгау (17 690)
2. Гаммертинген (6 849)
3. Хеттинген (2 012)
4. Менген (10 175)
5. Мескирх (8 659)
6. Пфуллендорф (13 214)
7. Шер (2 636)
8. Зигмаринген (16 651)
9. Ферингенштадт (2 330)

Объединения общин
Общины
1. Бойрон (704)
2. Бинген (2 924)
3. Хербертинген (4 893)
4. Хердванген-Шёнах (3 231)
5. Хоэнтенген (4 459)
6. Ильмензее (2 002)
7. Инцигкофен (2 925)
8. Краухенвис (5 053)
9. Лайбертинген (2 294)
10. Нойфра (1 935)
11. Острах (6 831)
12. Саульдорф (2 493)
13. Швеннинген (1 569)
14. Зигмарингендорф (3 813)
15. Штеттен-ам-Кальтен-Маркт (5 399)
16. Вальд (2 746)